# Panonychus globosus
Panonychus globosus är en spindeldjursart som beskrevs av Tseng 1974. Panonychus globosus ingår i släktet Panonychus och familjen Tetranychidae. Inga underarter finns listade i Catalogue of Life.